# Salingyi
Salingyi är en kommun i Myanmar.   Den ligger i regionen Sagaingregionen, i den centrala delen av landet, 270 km norr om huvudstaden Naypyidaw. Antalet invånare är 135 963.